# Guvernul Marcel Ciolacu (2)
Guvernul Marcel Ciolacu (2) a exercitat puterea executivă a României, începând cu 23 decembrie 2024 până pe 5 mai 2025. Condus de politicianul Marcel Ciolacu, guvernul a fost alcătuit din partidele politice Partidul Social Democrat (PSD), Partidul Național Liberal (PNL) și Uniunea Democrată Maghiară din România (UDMR) care au format Coaliția Națională pentru România.
La data de 6 mai 2025, în urma deciziei prim-ministrului Marcel Ciolacu de a demisiona, guvernul a devenit interimar până în 23 iunie 2025, la șefia sa venind ca prim-ministru interimar Cătălin Predoiu, până la desemnarea premierului Ilie Bolojan, pe 23 iunie 2025.

## Istoric
În urma negocierilor după alegerile parlamentare din 1 decembrie 2024, Guvernul Marcel Ciolacu (1), a fost înlocuit de Guvernul Marcel Ciolacu (2), la data de 23 decembrie 2024.

## Configurația
| Minister                                                             | Nume                  | Partid | În funcție din    | Până la          |
| -------------------------------------------------------------------- | --------------------- | ------ | ----------------- | ---------------- |
| Prim-ministru                                                        | Marcel Ciolacu        | PSD    | 23 decembrie 2024 | 5 mai 2025       |
| Viceprim-ministru                                                    | Marian Neacșu         | PSD    | 23 decembrie 2024 |                  |
| Viceprim-ministru                                                    | Cătălin Predoiu       | PNL    | 23 decembrie 2024 |                  |
| Viceprim-ministru                                                    | Tánczos Barna         | UDMR   | 23 decembrie 2024 |                  |
| Secretar general                                                     | Mihnea-Claudiu Drumea | PNL    | 23 decembrie 2024 | 17 ianuarie 2025 |
| Secretar general                                                     | Daniel Constantin     | PNL    | 17 ianuarie 2025  |                  |
| Ministrul afacerilor interne                                         | Cătălin Predoiu       | PNL    | 23 decembrie 2024 |                  |
| Ministrul afacerilor externe                                         | Emil Hurezeanu        | PNL    | 23 decembrie 2024 |                  |
| Ministru al transporturilor și infrastructurii                       | Sorin Grindeanu       | PSD    | 23 decembrie 2024 |                  |
| Ministrul agriculturii și dezvoltării rurale                         | Florin-Ionuț Barbu    | PSD    | 23 decembrie 2024 |                  |
| Ministrul apărării naționale                                         | Angel Tîlvăr          | PSD    | 23 decembrie 2024 |                  |
| Ministrul culturii                                                   | Natalia Intotero      | PSD    | 23 decembrie 2024 |                  |
| Ministrul dezvoltării, lucrărilor publice și administrației          | Attila Cseke          | UDMR   | 23 decembrie 2024 |                  |
| Ministrul economiei, digitalizării, antreprenoriatului și turismului | Bogdan Ivan           | PSD    | 23 decembrie 2024 |                  |
| Ministrul educației                                                  | Daniel David          | PNL    | 23 decembrie 2024 |                  |
| Ministrul energiei                                                   | Sebastian Burduja     | PNL    | 23 decembrie 2024 |                  |
| Ministrul finanțelor                                                 | Barna Tanczos         | UDMR   | 23 decembrie 2024 |                  |
| Ministrul investițiilor și proiectelor europene                      | Marcel Boloș          | PNL    | 23 decembrie 2024 |                  |
| Ministrul justiției                                                  | Radu Marinescu        | PSD    | 23 decembrie 2024 |                  |
| Ministrul muncii și solidarității sociale                            | Simona Bucura-Oprescu | PSD    | 23 decembrie 2024 |                  |
| Ministrul mediului, apelor și pădurilor                              | Mircea Fechet         | PNL    | 23 decembrie 2024 |                  |
| Ministrul sănătății                                                  | Alexandru Rafila      | PSD    | 23 decembrie 2024 |                  |

Distribuția ministerelor conform afilierii politice este următoarea:
- Partidul Social Democrat (PSD)8 / 16+ Prim-ministru  50,00%
- Partidul Național Liberal (PNL)6 / 1637,50%
- Uniunea Democrată Maghiară din România (UDMR)2 / 1612,50%

## Program de guvernare
Programul de guvernare este un document de 63 de pagini care a fost aprobat de către parlament prin votul de încredere.

### Principii generale
Reforma statului
- Reducerea numărului de ministere la 16 și a agențiilor guvernamentale cu cel puțin 25%.
- Fiecare minister va avea maximum 2 secretari de stat (4 pentru ministerele mari).
- Simplificarea birocrației și eliminarea reglementărilor inutile.
- Digitalizarea administrației publice, inclusiv centralizarea bazelor de date și eliminarea cererii de documente între instituții.
- Crearea unei baze unice cu toate autorizațiile necesare activităților comerciale.
- Implementarea unui birou unic pentru investiții în fiecare județ.
- Transferarea responsabilităților de la instituțiile centrale către cele locale, inclusiv a activelor publice.
- Sprijinirea construcției de locuințe sociale și pentru tineri.

Reforma fiscal-bugetară
- Achiziții centralizate pentru eficientizarea cheltuielilor publice.
- Un nou statut pentru funcționarii publici, bazat pe performanță și merit.
- Reducerea impozitării muncii pentru salariile mici și familiile cu copii.
- Fără contribuție CASS pentru elevii și studenții care lucrează, până la vârsta de 26 de ani.
- Scutiri de taxe pentru pensionarii cu stagiul complet de cotizare care se reangajează.
- Facilități fiscale pentru cercetare și dezvoltare, automatizare, digitalizare și noile tehnologii (AI, IoT, Big Data).
- Impozitarea marilor averi și menținerea cotei unice de impozitare.
- Deficit bugetar de 7% din PIB în 2025 și datorie publică sub 60% din PIB.

Investiții
- 8% din PIB investit anual în:
  - Educație: dotarea a 9.000 de școli, 1.200 de microbuze electrice, reducerea abandonului școlar.
  - Sănătate: 10 spitale noi, modernizarea a 17 spitale și dotarea a 2.600 de cabinete medicale.
  - Infrastructură: autostrăzi, căi ferate și agricultură.
- Stimulente pentru fabrici noi de procesare și modernizarea sistemelor de irigații.
- Investiții de 8% din PIB în școli, spitale, autostrăzi, cale ferată, agricultură, mediu
- Sprijin pentru dezvoltarea a 300 de orașe mici (sub 100.000 locuitori).

Sprijin pentru familiile cu copii
- Reducerea taxelor pentru tineri și familii.
- Construcția a 100.000 de locuințe sociale și sprijin pentru achiziționarea de locuințe.
- Construirea de creșe și centre comunitare de sănătate.[4][5]

## Legături externe
- Miniștrii Guvernului României

| Precedat(ă) de: Guvernul Marcel Ciolacu (1) | Guvernul Marcel Ciolacu (2) 23 decembrie 2024 — 23 iunie 2025 | Succedat(ă) de: Guvernul Ilie Bolojan |